# Goo Goo Dolls
Goo Goo Dolls est un groupe de rock alternatif américain, originaire de Buffalo, dans l'État de New York. Le groupe est fondé en 1986 par le guitariste et chanteur John Rzeznik, le bassiste et chanteur Robby Takac, et le batteur George Tutuska. Mike Malinin endosse le rôle du batteur de 1994 à décembre 2013. Bien que principalement connus grâce au succès de leur single Iris, ils sont également les auteurs d'autres titres à succès tels que Name de l'album A Boy Named Goo (1995), les titres Broadway, Black Balloon et Slide de l'album Dizzy Up the Girl (1998), Dizzy Up the Girl, un album qui présente cinq titres à succès, puis Here Is Gone, Sympathy et Big Machine de l'album Gutterflower (2002). Les Goo Goo Dolls sont classés 14 fois au Billboard Top 10, et comptent plus de 15 millions d'albums vendus à travers le monde.
En octobre 2012, Iris atteint la première place du Top 100 Pop Songs 1992-2012 du classement Billboard, classement qui présente également leurs chansons Slide, à la 9e place, et Name à la 24e. Leur plus grand succès, Iris, de la bande sonore du film La Cité des anges, passe pratiquement 12 mois d'affilée au classement Billboard, et à la première place du Hot 100 Airplay pendant 18 semaines. Le premier single de leur album Something for the Rest of Us paru en 2010, intitulé Home, apparaît également dans les classements. Ils publient l'album, Magnetic, le 11 juin 2013, Boxes en 2016, et Miracle Pills en 2019.

## Biographie

### Origines et débuts (1985–1993)
La première formation du groupe se compose de John Rzeznik (guitare, chant), Robby Takac (basse, chant) et de George Tutuska (batterie, percussions). Au début, Rzeznik ne devait pas chanter à cause de sa timidité. Takac et Tutuska, deux vieux amis d'école, font la rencontre de Rzeznik pendant qu'il jouait dans le groupe The Beaumonts avec le cousin de Takac, Paul Takac. Le trio s'inspire d'une publicité pour True Detective et choisissent le nom d'un jouet, Goo Goo Doll. John explique : « on était jeunes, et on était un petit groupe d'amateurs qui ne cherchaient pas à aller plus loin. On devait jouer dans une soirée et on avait besoin d'un nom. C'est le mieux qu'on a pu trouver, et c'est resté depuis. Si j'avais eu quelques minutes de plus, j'aurai sûrement trouvé un meilleur nom. » Avec Takac au chant principal, le groupe fait paraître son premier album, Goo Goo Dolls en 1987 au label Mercenary Records, mais réédité en 1988 par un label plus notoire Celluloid Records. Ils jouent pour des groupes punk tels que SNFU, Dag Nasty, ALL, The Dead Milkmen, Gang Green, Doughboys, et DRI. Le groupe fait paraître son second album Jed en 1989.
Le groupe fait paraître son troisième album, Hold Me Up en 1990, avec Rzeznik au chant sur cinq chansons, et le single, There You Are. Les Goo Goo Dolls dont ensuite paraître un troisième album aux sonorités heavy metal, pop rock et punk rock. En 1991, la chanson I'm Awake Now est enregistrée pour le film La Fin de Freddy : L'Ultime Cauchemar. Superstar Car Wash, paru en 1993, reçoit une attention significative de la part de la presse spécialisée. Leur succès grandissant et les ventes qui cumulent renflouent rapidement les caisses de Metal Blade Records. L'album est partiellement enregistré au Metalworks Studio de Mississauga, en Ontario. We Are the Normal (le single pour lequel Rzeznik avait demandé à Paul Westerberg du groupe The Replacements d'écrire les paroles) est diffusé en boucle sur les chaînes de radio lycéennes locales et indépendantes, et sa vidéo est passé sur MTV.

### De l'attention médiatique au départ de Tutuska (1993–1997)
Peu après la parution de leur cinquième album, A Boy Named Goo, Tutuska est renvoyé du groupe. Le groupe décide d'engager Mike Malinin pour le remplacer en 1995. A Boy Named Goo présente une sonorité rock entrainante, et devient l'un des albums catégorisés rock alternatif à succès au milieu des années 1990. Il se vend modestement à cette période ; cependant, les ventes explosent lors de la diffusion de leur single Name présenté dans l'album. A Boy Named Goo devient le premier album au label Metal Blade à être certifié double-platine. Ce succès, cependant, semble être entaché par les problèmes judiciaires entre le groupe et le label Metal Blade Records. Le groupe porte plainte contre Metal Blade, expliquant qu'aucune royaltie des ventes de leur album ne lui a été versée.
Les deux partis parviennent à trouver un accord, qui mènera le groupe à signer avec Warner Bros. Records, dans lequel il fait paraître son sixième album, Dizzy Up the Girl, en 1998. Le succès incontestable de Name marque un changement fondamental dans la sonorité du groupe qui passe de rock alternatif à un rock plus orienté adulte, ce qui a déçu de nombreux fans. C'est le titre Name qui a rendu le groupe célèbre, et qui les a mené à une apparition dans les séries Beverly Hills, 90210 et Charmed.

### Iriset célébrité (1997–2005)
Rzeznik doit écrire une chanson pour la bande sonore de City of Angels, et l'intitule Iris. C'est cette chanson qui les propulse au sommet de la gloire ; la chanson atteint le classement Hot 100 Airplay de Billboard pendant 18 semaines, et est nommée pour trois Grammys cette même année. Selon de nombreuses entrevues effectuées avec Rzeznik, ce dernier explique qu'il traversait une mauvaise période de sa vie lorsqu'on lui a demandé d'écrire cette chanson, et qu'il prévoyait même de quitter le groupe avant son écriture.
Iris est incluse dans l'album certifié triple-platine Dizzy Up the Girl, aux côtés d'autres chansons à succès comme Slide, Black Balloon, Broadway, et Dizzy. En 2001, les Goos font paraître leur première compilation, What I Learned About Ego, Opinion, Art & Commerce. L'album suivant, Gutterflower (2002), est certifié disque d'or, et présente les hits Here Is Gone, Sympathy, et Big Machine. Le 4 juillet 2004, le groupe participe à un concert en plein air dans leur ville natale Buffalo, sous une pluie battante, comme le démontre le DVD du concert. Le DVD contient une version studio de la reprise Give a Little Bit de Supertramp. Le single atteint l'Adult Top 40 en 2005.

### Let Love In(2005–2008)

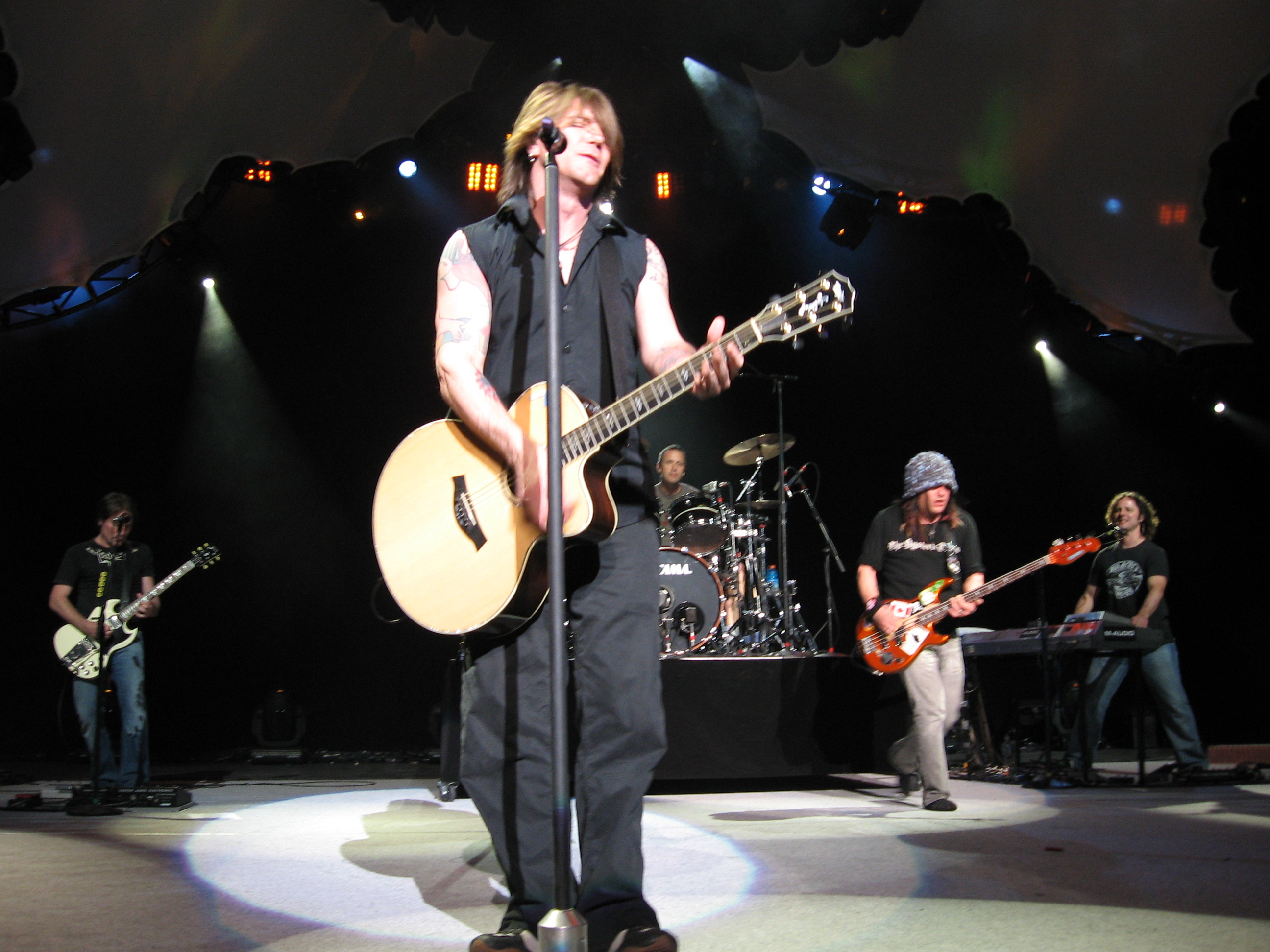
Les Goo Goo Dolls au Tweeter Center de Mansfield, dans le Massachusetts, le 22 juillet 2007.

En 2006, les Goo Goo Dolls célèbrent leur vingtième anniversaire avec la parution de leur album Let Love In, qui comprend une version studio de la chanson Give a Little Bit et les singles à succès Better Days, Stay With You et Let Love In. Avec leur troisième single (Let Love In) présenté sur l'album, les Goo Goo Dolls atteignent un record de 12 top 10 dans l'histoire de l'Adult Top 40, détrônant Matchbox Twenty et Sheryl Crow, jusqu'à la sortie de Exile on Mainstream de Twenty. Goo Goo Dolls prévoit la parution d'autres singles originaires de l'album Let Love In, dont Without You Here et Before It's Too Late (originellement intitulé Fiction) inclus dans le film Transformers. Pour la promotion de ce nouveau single, les Goo Goo Dolls jouent Before It's Too Late au Tonight Show with Jay Leno le 8 juin 2007, et au Late Late Show with Craig Ferguson le 22 juin 2007.
Le 27 juin 2007, les Goo Goo Dolls participe à un concert à guichet fermé au Red Rocks Amphitheatre de Morrison, dans le Colorado. La performance est retransmise sur HDNet en haute définition le dimanche 30 septembre. Le concert entier est paru sous format DVD qui accompagne la version limité de l'album Vol.2. Bien que non certifié par la Recording Industry Association of America (RIAA), cette dernière affirme la certification de l'album en disque d'or par de nombreux autres sites. la chanson Better Days a été utilisée dans la bande-annonce du film Love Happens en 2009.
Le 13 novembre 2007, les Goo Goo Dolls font paraître un CD composé de titres à succès, Greatest Hits Volume One: The Singles, qui présente une nouvelle version de la chanson Name enregistrée et mixée par Paul David Hager, et un remix de Feel the Silence de Michael Brauer. Le 19 août 2008, un second album paraître, simplement intitulé Vol.2, avec des b-sides, des nouveautés exclusives, et une performance live du groupe au Red Rocks Amphitheatre. Le groupe joue Better Days et Stay With You au Ford Field.

### Something for the Rest of Us(2008–2011)

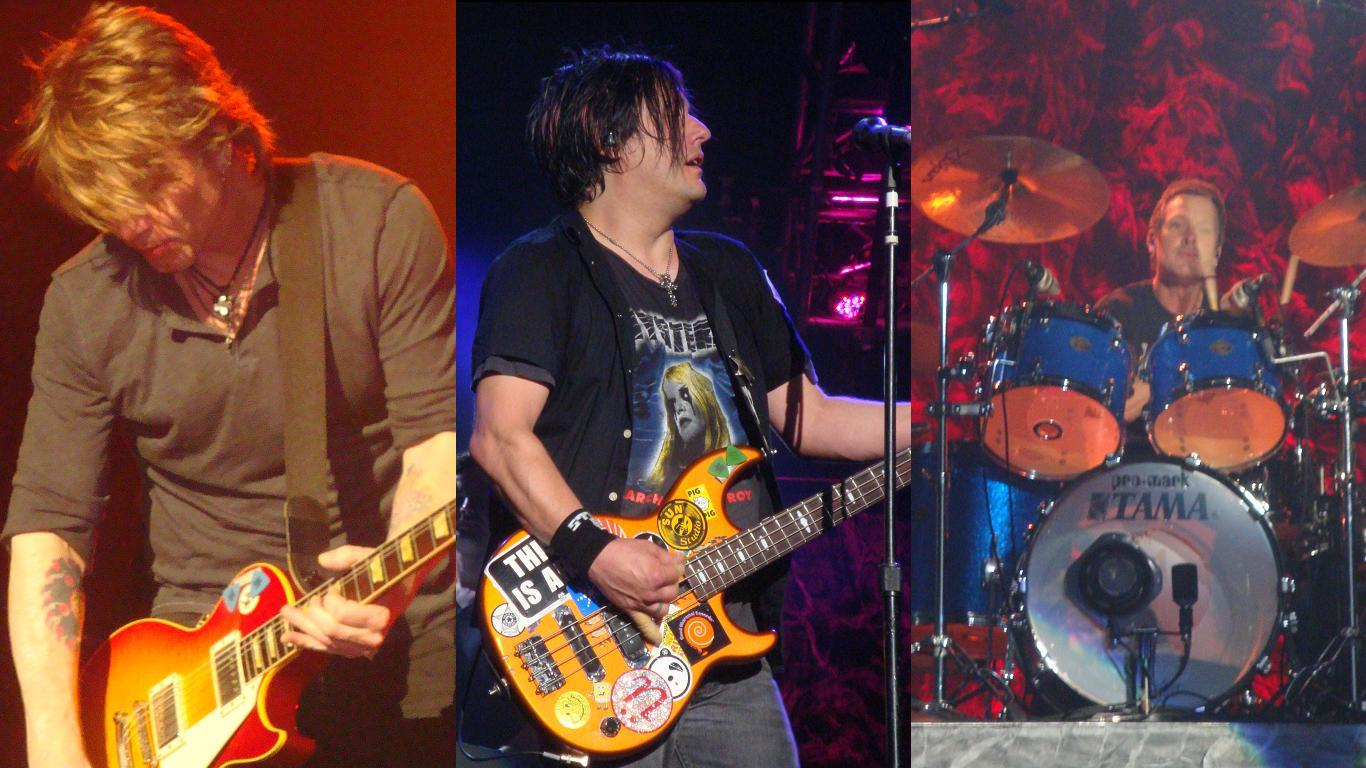
Goo Goo Dolls sur scène en 2010. De gauche à droite : John Rzeznik, Robby Takac et Mike Malinin.

Les Goo Goo Dolls annoncent leur enregistrement d'un nouvel album, sur leur site Internet, qui n'a rien à voir avec l'album Volume Two en 2008. Le groupe participe également au O2 Wireless Festival au Hyde Park de Londres en été 2008, et au Miller Lite Rock 'N Racing , notamment. Le 12 juin 2009, le groupe mentionne sur sa page Facebook le nom du producteur de leur futur album, Tim Palmer. Le 15 août 2009, Robby Takac poste une mise à jour sur son compte Twitter certifiant que l'enregistrement de l'album est terminé, et que le mixage reste à faire. Plus, le 19 septembre 2009, John Rzeznik donne, dans une entrevue avec Good Day L.A., le titre de l'alubm, Something for the Rest of Us. Something for the Rest of Us est commercialisé le 31 août 2010. La sonorité pop-rock reste la même. Le groupe joue à un mini-concert live au Apple Store de Manhattan, New York le 2 décembre 2010. Ke show a été enregistré puis paru en 2011 dans la collection Live at SoHo d'Apple vendue en ligne sur iTunes Store. Le 3 janvier 2011, le groupe joue à la moitié de l'Orange Bowl.

### Magneticet départ de Malinin (2011–2015)
Dans une entrevue avec UpVenue le 16 février 2011, Rzeznik confirme l'écriture d'un nouvel album. En septembre 2011, Iris atteint la troisième place du Top 40 au Royaume-Uni, 13 ans après sa parution.
Le 9 août 2012, le groupe annonce l'enregistrement de son dixième album. La suite des sessions d'enregistrement est prévue en compagnie de Greg Wells à Los Angeles en novembre 2012. Le 18 janvier 2013, le groupe fait paraître le premier single tiré de l'album, Rebel Beat.
Leur dernier album Magnetic est commercialisé le 11 juin 2013 et débute à la 8e place du Billboard Top 200 Albums. Il s'agit de leur quatrième album à débuter dans le Top 10. Le 19 juillet 2013, les Goo Dolls font enfin paraître leur second single extrait de l'album, Come to Me. Le 27 décembre 2013, Malinin annonce son départ du groupe via Twitter et sur Facebook.
Le 23 janvier 2014, le groupe annonce une tournée acoustique appelée The Otis Midnight Sessions. Les Goo Goo Dolls contribuent à la bande-son de la pièce musicale de Broadway Finding Neverland en 2015. La bande-son, publiée le 9 juin 2015, comprend la chanson If the World Turned Upside Down.

### Boxes(2015–2017)
Le groupe passe la majeure partie de l'année 2015 en studio à écrire et enregistrer leur onzième album, Boxes, au Bear Creek Studio de Woodinville, dans l'État de Washington. Robby Takac révèle onze chansons, dont deux sur lesquelles il chante. L'album est publié le 6 mai 2016. Les Goo Goo Dolls célèbrent la vingtième année de sortie de l'album A Boy Named Goo avec une édition spéciale de l'album le 27 novembre 2015. Cette édition comprend la liste originale du premier album, avec sept chansons inédites. Dizzy Up the Girl et A Boy Named Goo sont publiés pour la première fois en format vinyle le 8 octobre et le 27 novembre, respectivement,.
Le 22 février 2016, le groupe annonce une tournée d'été avec Collective Soul et Tribe Society en soutien à Boxes. Goo Goo Dolls publie ensuite un coffret vinyle exclusif pour le Record Store Day le 22 avril 2017, intitulé Pick Pockets, Petty Thieves, and Tiny Victories (1987-1995) chez Warner Bros. Records. Ce coffret comprend leurs cinq premiers albums.

### You Should Be Happy(depuis 2017)
Le 12 mai 2017, les Goo Goo Dolls publient un EP cinq titres intitulé You Should Be Happy, qui comprend quatre chansons originales, dont un remix, celui de Boxes. En soutien à l'EP, le groupe jouera en été 2017 sur la tournée Long Way Home avec Phillip Phillips.

## Membres

### Membres actuels
- John Rzeznik – guitare, chant (depuis 1985)
- Robby Takac – basse, chant (depuis 1985)

### Membres actuels de tournée
- Brad Fernquist – guitare, mandoline, chœurs (depuis 2006)
- Korel Tunador – claviers, guitare, saxophone, chœurs (2006-2009, depuis 2009)
- Craig McIntyre – batterie, percussions (depuis 2014)

### Anciens membres
- George Tutuska – batterie, percussions, chant (1985-1994)
- Mike Malinin – batterie, percussions (1994-2013)

### Anciens membres de tournée
- Lance Diamond – chant (1986-2014, décédé en 2015)
- Nathan December – guitare, mandoline, chœurs (1998-2000)
- Dave Schulz – clavier, chant secondaire (1998-2000)
- Jason Freese – clavier, accordéon, saxophone, chœurs (2001-2004)
- Greg Suran – guitare, mandoline, percussions, chœurs (2002-2006)
- Paul Gordon – claviers, chœurs (2004-2006)
- Scott Eric Olivier – claviers, guitare, chœurs (2009)
- Rick Woolstenhulme, Jr. – batterie, percussions (2013)

## Discographie

### Albums studio
- 1987 : Goo Goo Dolls[36], (Celluloid Records)
- 1988 : Jed (Metal Blade Records)
- 1990 : Hold me up (Metal Blade Records)
- 1993 : Superstar Car Wash (Metal Blade Records)
- 1995 : A boy named Goo (Metal Blade Records)
- 1998 : Dizzy Up the Girl (Warner Bros. Records)
- 2002 : Gutterflower (Warner Bros. Records)
- 2006 : Let Love In (Warner Bros. Records)
- 2010 : Something for the Rest of Us (Warner Bros. Records)
- 2013 : Magnetic (Warner Bros. Records)
- 2016 : Boxes (Warner Bros. Records)
- 2019 : Miracle Pill (Warner Records)

### Albums live
- 2004 : Live in Buffalo: July 4th 2004, (2004 ; Warner Bros. Records)

### Compilations
- 2001 : What I Learned About Ego, Opinion, Art and Commerce (Warner Bros. Records)
- 2007 : Greatest Hits Volume One (Warner Bros. Records)
- 2008 : Greatest Hits Volume Two (Warner Bros. Records)
- 2021 : Rarities (Warner Records)

### Singles
- There You are (1991)
- I'm Awake Now (1992)
- We are the Normal (1993)
- Only one (1995)
- Flat Top (1995)
- Naked (1995)
- Name (1996)
- Long Way Down (1996)
- Lazy Eye (1997)
- Iris (1998)
- Slide (1998)
- Dizzy (1998)
- Black Balloon (1999)
- Broadway (2000)
- Here is Gone (2002)
- Big Machine (2002)
- Sympathy (2003)
- Give a little bit (2004)
- Better Days (2005)
- Let Love In (2006)
- Stay with you (2006)
- Before it's too late (2007)
- Real (2008)
- Home (2010)
- Notbroken (2010)
- All that you are (2011)
- The best of me (2012)
- Rebel Beat (2013)
- Come to me (2013)
- Caught in the Storm (2014)
- So Alive (2016)
- Miracle Pill (2019)
- Autumn Leaves (2020)

### DVD et vidéos
- Music in High Places: Live in Alaska (2003 ; Image Entertainment)
- Live in Buffalo: July 4th 2004 (2004 ; Warner Bros. Records)
- Live and Intimate (2007 ; Warner Bros. Records)
- Live at Red Rocks (2008 ; Warner Bros. Records)